# جورجينا رودريغيز
جورجينا رودريغيز هيرنانديز (مواليد 27 يناير 1994) هي مؤثرة على مواقع التواصل الاجتماعي وعارضة أزياء، وراقصة وممثلة أرجنتينية إسبانية. بدأت حياتها المهنية بعد التعرف على نجم كرة القدم الشهير كريستيانو رونالدو، وكذلك عملها في مجال الأزياء، وتمكنت من كسب أكثر من 40 مليون متابع عبر حسابها الشخصي على إنستغرام. ظهرت على غلاف مجلة «صحة المرأة» الإسبانية في يوليو 2018، وظهرت لها صورة فوتوغرافية في مجلة «هاربر بازار» في يوليو 2018. كما ظهرت على أغلفة العديد من المجلات الأخرى في الماضي، بما في ذلك «مجلة في أي بي» (البرتغال)، و«مجلة الحب» (إسبانيا)، و«مجلة نوفا جينتي» (البرتغال)، و«مجلة لوكس» (البرتغال)، و«مجلة المغنية دونا» (إيطاليا).

## نشأتها
وُلدت في العاصمة الأرجنتينية بوينس آيرس في الأرجنتين لأب إسباني-أرجنتيني وأم إسبانية من مورسيا (مرسية). وكانت عائلتها، بما في ذلك أختها الكبرى، تعيش مع أقاربها من جهة الأب. عندما كانت رودريغيز تبلغ من العمر عامًا واحدًا، قررت والدتها أنها تريد العودة إلى إسبانيا، وانتقلت العائلة إلى مدينة جاكا شمال إسبانيا في مقاطعة هويسكا (وشقة).

## المسيرة المهنية
بدأت رودريغيز حياتها المهنية كراقصة، حيث درست الباليه الكلاسيكي منذ أن كانت في الرابعة من عمرها. انتقلت بعد ذلك إلى مدريد لمتابعة مهنة في مجال الأزياء، حيث عملت كمساعدة مبيعات في أحد متاجر غوتشي، في الوقت الذي عاشت فيه حياة هادئة طوال معظم حياتها المهنية المبكرة، تغير كل شيء بعد معرفتها نجم ريال مدريد وقتها كريستيانو رونالدو. لفت الزوجان الانتباه إلى أنفسهم من خلال نزهة منتظمة معًا، وفي غضون بضعة أشهر، ارتقت من مجرد اهتمام لاعب كرة القدم إلى صديقته الرسمية. إذا صدقت التقارير، فهي حريصة على الاستفادة من شهرتها الجديدة لتأسيس نفسها كعارضة أزياء مشهورة.
بنت جورجينا أيضًا مسيرة مهنية ناجحة كعارضة أزياء ومؤثرة. ظهرت في حملات لعلامات تجارية مثل غوتشي وبرادا وشانيل. وهي أيضًا مؤلفة كتاب "صوي جورجينا" الذي نُشر عام 2022.
جوجينا هي أيضًا فاعلة خير وهي سفيرة منظمة إنقاذ الطفولة. عملت على رفع مستوى الوعي حول فقر الأطفال وتبرعت بالمال للعديد من الجمعيات الخيرية الأخرى.

## حياتها الشخصية
في عام 2016، عثرت على عمل كمساعدة مبيعات في متجر «غوتشي» للبيع بالتجزئة في مدريد، حيث التقت كريستيانو. جورجينا هي أم بيولوجية لطفلين من كريستيانو رونالدو، وزوجة أب لثلاثة. في 12 نوفمبر 2017 أنجبت أولى أطفالها ألانا مارتينا بعد خمسة أشهر فقط من ولادة توأم الدون البرتغالي «إيفا وماثيو» من قبل أم بديلة. أعلن الشريكين عن ترقبهم لقدوم توأم من جورجينا، وفي أبريل 2022 أنجبت طفلتها الثانية بيلا أزميرلدا أما شقيقها التوأم أنجيل فوُلد ميتًا.
بعد مرور سنوات من ارتباطها بكرستيانو، تعاقد مع نادي النصر السعودي ويقيمان الآن في عاصمة المملكة العربية السعودية (الرياض)

## فيلموغرافيا
| العام | الفيلم           | الدور      | الملاحظات      |
| ----- | ---------------- | ---------- | -------------- |
| 2017  | Gucci Bands      | مصمم أزياء | قصاصة          |
| 2018  | Misión exclusiva | نفسها      | مسلسل تلفزيوني |
| 2023  | أنا جورجينا      | نفسها      | مسلسل تلفزوني  |

## وصلات خارجية
- Georgina Rodríguez biografía, Wiki en español نسخة محفوظة 11 يوليو 2019 على موقع واي باك مشين. في wikibiografías.com (بالإسبانية)
- جورجينا رودريغيز في 24celebs.com (بالإنجليزية)